# Capasa xerophylla
Capasa xerophylla är en fjärilsart som beskrevs av Louis Beethoven Prout 1926. Capasa xerophylla ingår i släktet Capasa och familjen mätare. Inga underarter finns listade i Catalogue of Life.